# Morella kraussiana
Morella kraussiana är en porsväxtart som först beskrevs av Buchfinger och Carl Daniel Friedrich Meisner, och fick sitt nu gällande namn av D.B. Killick. Morella kraussiana ingår i släktet Morella och familjen porsväxter. Inga underarter finns listade i Catalogue of Life.